# Apocalipsa lui Petru

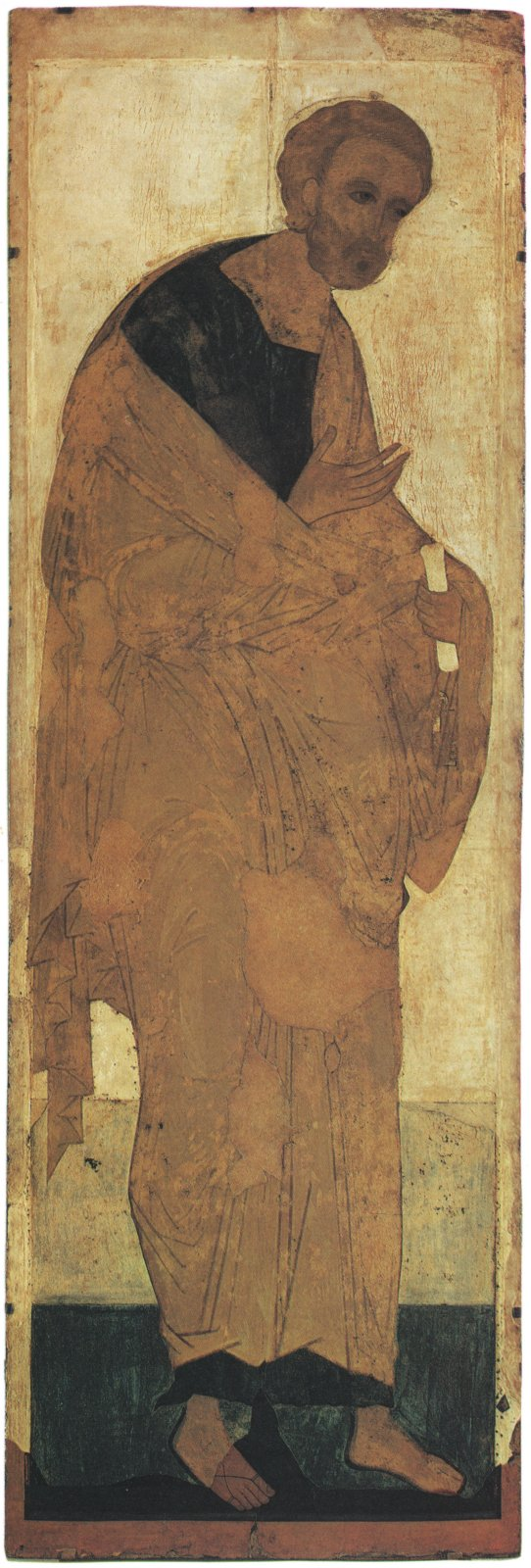
Sfântul Petru cel căruia i se atribuie scrierea Apocalipsei lui Petru

Apocalipsa lui Petru (sau Revelațiile lui Petru) este un exemplu de un text simplu, popular creștin timpuriu din secolul al II-lea. Apocalipsa lui Petru este un exemplu de literatură apocaliptică cu conotații elenistice. Textul este păstrat în două versiuni incomplete ale originalului grec pierdut care a fost scris în limba greacă comună (Koine), și o versiune etiopiană, care diferă considerabil. Manuscrisul grecesc a fost necunoscut în prima versiune până când a fost descoperit în timpul săpăturilor conduse de Sylvain Grébaut în perioada 1886 - 1887 într-o necropolă deșertică la Akhmim din Egiptul de Sus. Fragmentul constă dintr-un pergament în limba greacă care a fost atent depus în mormântul unui călugăr creștin din secolul al VIII-lea sau al IX-lea. Manuscrisul se află la Muzeul Egiptean din Cairo. Versiunea etiopiană a fost descoperită în anul 1910. 

## Datare
Terminus post quem - momentul după care Apocalipsa lui Petru a fost scrisă - este dezvăluit prin utilizarea sa în cartea apocrifă 4 Ezdra, care a fost scrisă aproximativ în anul 100, și este utilizat în capitolul 3 al Apocalipsei. Apocalipsa lui Petru era scrisă din punct de vedere intelectual simplu, cu accente elenistice grecești și face parte din același gen ca și literatura pseudo-clementină, care era foarte populară în Alexandria. Ca și literatura pseudo-clementină, Apocalipsa lui Petru a fost scrisă pentru publicul larg și a avut un număr mare de cititori.

## Conținut
Apocalipsa lui Petru este concepută ca un discurs al lui Hristos cel Înviat către credincioșii săi, oferind o viziune întâi despre cer, și apoi despre iad. În forma unei nekyia, Apocalipsa lui Petru prezintă detalii despre pedepsele în iad pentru fiecare tip de păcat, detalii care mai târziu vor fi redate de către Hieronymus Bosch, și descrie plăcerile din cer pentru fiecare virtute. În cer, în această viziune,
- Oamenii au pielea albă și lăptoasă, părul creț și sunt, în general, frumoși
- Pământul este acoperit veșnic de flori și miresme plăcute
- Oamenii poartă haine strălucitoare din lumină, la fel ca îngerii
- Toată lumea cântă în rugăciuni corale

În iad:
- mincinoșii sunt spânzurați de limbă
- femeile care și-au făcut părul pentru a momi astfel bărbați sunt spânzurate de păr
- bărbații adulterini sunt spânzurați de organul genital

"Apocalipsa lui Petru" oferă cea mai veche mărturie din literatura creștină a acelor reprezentări imagistice ale raiului și iadului care au exercitat o influență atât de răspândită și îndelungată. Imaginile sale se înrudesc foarte puțin sau deloc cu "Cartea lui Daniel", "Cartea lui Enoh" sau "Apocalipsa Sfântului Ioan". Singurele sale paralele din scriptura canonică, cu excepția notabilă a celei de a Doua Epistole a lui Petru, se pot găsi în Isaia 66:24, Marcu 9:44, 48 și în parabola din Luca 16:19. Această apocalipsă este într adevăr iudaică prin severitatea moralei sale și chiar prin frazeologia întrebuințată (cf. utilizarea frecventă a cuvântului "drept" și ideea că Dumnezeu și nu Hristos va veni să-i judece pe păcătoși). Dar adevăratele paralele, dacă nu și adevăratele surse, ale imageriei sale cu privire la răsplățile și pedepsele ce îi așteaptă pe oameni după moarte pot fi găsite în credințele grecești care și au lăsat amprenta asupra unor pasaje cum este, de pildă, Viziunea lui Er de la sfârșitul Republicii lui Platon.
Raiul din "Apocalipsa lui Petru" este asemănător cu Câmpiile Elizee și cu Insulele Binecuvântaților. Aici, sfinții sunt încoronați cu flori și sunt frumoși la chip, intonând cântece de laudă în aerul înmiresmat, pe un tărâm strălucind de razele soarelui. Pe lângă acest rai, Noul Ierusalim al Apocalipsei pare auster, dar este o cetate spirituală: „Cetatea n-are trebuință nici de soare, nici de lună, ca s-o lumineze; căci o luminează slava lui Dumnezeu, și făclia ei este Mielul”.
La fel și în cazul chinurilor prin care trec păcătoșii în "Apocalipsa lui Petru". Aici nu ne aflăm în Sheolul evreiesc, sau printre focurile din câmpia lui Hinnom, ci ne aflăm printre caznele din Tartar și noroiul clocotitor al lacului aherusian. De aceea nu este surprinzător că în viziunile de același gen de mai târziu chiar numele ce țin de infernul grecesc sunt atribuite unor locuri din iad.
"Apocalipsa lui Petru" arată o remarcabilă afinitate de idei cu a Doua Epistolă a lui Petru; mai prezintă o paralelă importantă și cu Oracolele sibiline (cf. Orac Sib., II, 225 sqq.), în timp ce influența sa este aproape sigur că s-a făcut simțită în "Faptele Sf. Perpetua" și în viziunile povestite în "Faptele lui Toma" și în "Istoria lui Varlaam și Iosafat". A fost cu siguranță una din sursele din care s-a inspirat scriitorul "Viziunii lui Pavel". Și direct sau indirect poate fi considerată sursa tuturor viziunilor medievale despre lumea de dincolo.
Fragmentul începe în mijlocul unui discurs eshatologic al lui Iisus, exprimat probabil după Înviere, fiindcă versetul 5 sugerează că discipolii au început să predice Evanghelia. Se termină brusc în momentul enumerării păcătoșilor din iad și a pedepselor acestora. Fragmentele păstrate în scrierile lui Clement din Alexandria și ale lui Methodiu au aparținut probabil sfârșitului care nu s-a mai păstrat din carte; cel păstrat de Macarie cel Mare a aparținut probabil discursului eshatologic de la început. Ținând cont de întinderea întregii cărți de la 270 de versete la 300, fragmentul de la Akhmîm conține aproape jumătate.

## Istoric
Este posibil ca Clement din Alexandria să fi considerat Apocalipsa lui Petru ca parte a Sfintei Scripturi. Eusebiu, în Historia Ecclesiae (VI. 14. 1), descrie o operă pierdută a lui Clement, Hypotyposes care dădea „trimiteri prescurtate la toate Scripturile canonice, fără a fi omise toate cele care [acum] sunt contestate, mă refer la Cartea lui Iuda și alte epistole generale. De asemenea, Epistola lui Barnaba și așa numita Apocalipsa lui Petru”. Așadar această lucrare trebuie să fi existat în prima jumătate a secolului al doilea, care este data de comun acceptată a scrierii canonice, A Doua Epistolă a lui Petru. Deși numeroasele referiri la acesta scriere fac dovada că se găsea într-o largă circulație, în cele din urmă Apocalipsa lui Petru nu a fost acceptată în canonul creștin.
Manuscrisul a fost descoperit în 1886 de către Misiunea Arheologică Franceză într o veche necropolă din Akmîm în Egiptul de Sus. A fost publicat la Paris în 1892 (Bouriant, "Mémoires publiés par les membres de la Mission Archéologique Française au Caire", T. ix., fasc. 1, 1892). Manuscrisul se află acum la Muzeul Gizeh și s-a susținut că a fost compus între secolele al VIII lea și al XII lea. Până la descoperirea fragmentului, despre "Apocalipsa lui Petru" se știa din următoarele surse:
- Așa numitul "Fragment muratorian" – un inventar de scrieri sacre publicat prima dată de Muratori în 1740 și descoperit de acesta într.un manuscris din secolul al VIII-lea sau al X-lea ce aparținea bibliotecii ambrosiene din Milano (și care înainte aparținuse mănăstirii din Bobbio) – este atribuit pe baza dovezilor interne celei de a doua jumătăți a secolului al II-lea (vezi Westcott, "Canon of the N.T.", p. 514.). La rândul 69 se spune: „și numai "Apocalipsele lui Ioan și Petru" le-am primit, pe care (ultima) unii dintre noi nu ar fi citit-o în biserică”.
- Clement Alexandrinul (c. 200 d.Hr.), în lucrarea sa "Hypotoposes", a făcut, potrivit mărturiei lui Eusebiu (H. E., VI, 14), „scurte prezentări ale tuturor Scripturilor canonice, fără să le uite chiar și pe cele îndoielnice – mă gândesc la "Cartea lui Iuda" și la celelalte epistole generale. De asemenea "Epistola lui Barnaba" și cea numită "Apocalipsa lui Petru”. De asemenea, în "Eclogae Prophetiae", cap. 41, 48 și 49, acesta dă trei, iar după unii patru, citate din "Apocalipsa lui Petru", pomenindu-i numele de două ori.
- "Catalogus Claromontanus", un inventar răsăritean de scrieri sfinte, ce aparține secolului al III lea, are la sfârșit "Apocalipsa lui Petru" (vezi Westcott, Canon, p. 555).
- Metodiu, episcop de Olimp pe la începutul secolului al IV-lea, scrie în "Symposium", II. 6: „Și am mai învățat din Scripturile de inspirație dumnezeiască că cei născuți înainte de vreme, chiar dacă sunt vlăstarul unui adulter, sunt dați îngerilor purtători de grijă”. Deși Petru nu este menționat aici pasajul are același înțeles ca și unul din citatele date de Clement Alexandrinul.
- Eusebiu (†339 d.Hr.), în "Istoria bisericească", III. 2 și 25, face referire directă la "Apocalipsa lui Petru"; Macarie cel Mare (începutul secolului al V lea), o citează în "Apocritica", IV. 6 iar Sozomen (mijlocul secolului al V lea), pomenește de ea în H. E., VII. 19.
- În lista celor "Șaizeci de cărți", un document datat în secolul al V-lea sau al VI-lea, "Apocalipsa lui Petru" este menționată printre textele apocrife (vezi Westcott, Canon, p. 551).
- Așa numita "Stihometrie a lui Nichifor" – o listă cuprinzând scripturi și note referitoare la întinderea lor, atribuită lui Nichifor, patriarh al Constantinopolului (806 814 d.Hr.), include "Apocalipsa lui Petru" printre antilegomene sau scrierile controversate ale Noului Testament, și îi dă un număr de trei sute de versete, cu treizeci mai multe decât "Catalogus Claromontanas" amintit mai sus.
- Autorul de anale armean Mkhitan (secolul al XIII lea), într o listă de antilegomene ale Noului Testament, pomenește "Apocalipsa lui Petru" după "Evanghelia după Toma" și înainte de "Periodoi Pauli", și observă că el însuși a fost cel care a copiat aceste cărți (conform Harnack, "Geschichte der altchristlichen Literatur").

Din aceste relatări putem bănui că "Apocalipsa lui Petru" a fost scrisă înainte de mijlocul secolului al II-lea și că a cunoscut o largă circulație; a ajuns destul de cunoscută și trebuie să fi trecut printr-o schimbare considerabilă găsindu-și un loc în canon, dar până la urmă a fost respinsă și, pe termen lung, uitată cu totul. Dar chiar și înainte de descoperirea de la Akhmîm, caracterul general al cărții a fost dedus din rarele fragmente păstrate de vechii scriitori, precum și din elemente comune conținute în alte scrieri apocaliptice de mai târziu ce par să fi avut ca sursă ultimă o carte cum este "Apocalipsa lui Petru". Astfel de scrieri sunt "Apocalipsa lui Ezdra", "Viziunea lui Pavel", "Patimile Sf. Perpetua" și viziunile din "Istoria lui Varlaam și Iosafat".

## Apocalipsa gnostică a lui Petru
Un alt text, care a primit titlul modern de Apocalipsa gnostică a lui Petru a fost găsit în biblioteca Nag Hammadi.
Mai există și o altă "Apocalipsă a lui Petru", în arabă, scrisă mai târziu, ale cărei manuscrise se găsesc la Roma și la Oxford. Se numește "Apocalipsa lui Petru sau povestirea lucrurilor arătate acestuia de Iisus Hristos care s-au petrecut de la începutul lumii și care se vor petrece până la sfârșitul lumii sau a doua venire a lui Hristos". Se spune că această carte a fost scrisă de Clement, căruia Petru i-a împărtășit tainele ce i-au fost revelate. Însuși scriitorul numește această scriere "Librum Perfectionis" sau "Librum Completum".

## Ru'ya Butrus
Există mai mult de 100 de manuscrise dintr-o lucrare arabo-creștină intitulată Ru'ya Butrus care este în limba arabă înseamnă Viziunea sau Apocalipsa lui Petru. Aceste manuscrise pot fi găsite în Georg GRAG, Die Arabische Christliche Schriftsteller, în seria Vatican Studi i Testi. În plus, cataloagele de manuscrise etiopiene continuă să fie adunate de către William MacComber și alții, astfel că numărul de manuscrise etiopiene pentru acestă lucrare continua să crească.

## Traduceri în limba română
"Apocalipsa lui Petru", în "Apocalipse apocrife ale Noului Testament", Traducerea textelor și îngrijire ediție: Gheorghe Fedorovici, Monica Medeleanu, Editura Herald, Colecția Manuscris, București, 2007, ISBN: 978-973-7970-62-6, pp. 165-179.